# Gransjön (Vilhelmina socken, Lappland, 725379-148492)
Gransjön är en sjö i Vilhelmina kommun i Lappland och ingår i Vapstälvens huvudavrinningsområde. Sjön har en area på 2,48 kvadratkilometer och ligger 644,3 meter över havet. Gransjön ligger i Södra Gardfjället Natura 2000-område. Sjön avvattnas av vattendraget Vapstälven (Granån).

## Delavrinningsområde
Gransjön ingår i det delavrinningsområde (725189-148672) som SMHI kallar för Utloppet av Gransjön. Medelhöjden är 735 meter över havet och ytan är 12,17 kvadratkilometer. Räknas de 10 avrinningsområdena uppströms in blir den ackumulerade arean 61,39 kvadratkilometer. Avrinningsområdets utflöde Vapstälven (Granån) mynnar i havet. Avrinningsområdet består mestadels av skog (50 procent) och kalfjäll (28 procent). Avrinningsområdet har 2,49 kvadratkilometer vattenytor vilket ger det en sjöprocent på 20,4 procent.